# 杰维察农村居民点 (谢米卢基区)
杰维察农村居民点（俄语：Девицкое сельское поселение）是俄罗斯联邦沃罗涅日州谢米卢基区所属的一个农村居民点。其下辖有3个居民点，行政中心为杰维察。据2016年统计，该农村居民点的人口为5730人。